# IV. Arkhidamosz spártai király
IV. Arkhidamosz (görög betűkkel Ἀρχίδαμος), (? – Kr. e. 275), I. Eudamidasz spártai király fia volt.

## Élete
I. Eudamidaszhoz fűződő rokonságán kívül, ráadásul III. Arkhiadamosz spártai király unokája is volt.
Kr. e. 294-ben Mantineiánál csatát vesztett a görögországi hegemóniára törő későbbi makedón király, Démétriosz Poliortékész (Városotromló) ellen. Spártát, és néhány kisebb poliszt azonban sikerült megvédenie Démétriosz elől.
A Kr. e. III. század elejére Spárta, neki, illetve királytársának (I. Aerusznak) köszönhetően ismét a Peloponnészosz egyik vezető hatalma lett szinte minden téren. Fő törekvésének elsősorban a spártai államok megvédése és a makedónok kiszorítása a térségből volt.
Valószínűleg Kr. e. 275-ben hunyt el.
| Előző uralkodó: I. Eudamidasz | Spárta eurüpóntida királya Kr. e. 306 – Kr. e. 275 | Következő uralkodó: II. Eudamidasz |